# Klasika Primavera
La Klasika Primavera (it. Gran Premio Primavera) era una corsa in linea maschile di ciclismo su strada, che si svolgeva ad Amorebieta, nei Paesi Baschi in Spagna, ogni anno nel mese di maggio. Dal 2005 fa parte del calendario dell'UCI Europe Tour, classe 1.1.
Venne organizzata dalla Sociedad Ciclistica Amorebieta e forma il "Trittico basco-navarro" insieme al Gran Premio Miguel Indurain di Estella ed alla Vuelta al País Vasco. Due edizioni si tennero nel 1946 e nel 1947 ma non rientrano nella numerazione progressiva della Klasika, non essendo organizzate dalla Sociedad.
La gara si svolgeva in un circuito ad anello che ha come partenza ed arrivo Amorebieta, città basca.

## Albo d'oro
Aggiornato all'edizione 2019.
| Anno | Vincitore                                           | Secondo                                             | Terzo                                               |
| ---- | --------------------------------------------------- | --------------------------------------------------- | --------------------------------------------------- |
| 1955 | Hortensio Vidaurreta                                | Jesús Loroño                                        | Carmelo Morales                                     |
| 1956 | Cosme Barrutia                                      | Jesús Morales                                       | Antón Barrutia                                      |
| 1957 | Emilio Cruz                                         | Carmelo Morales                                     | Francisco Moreno                                    |
| 1958 | Antonio Karmany                                     | Jacinto Urrestarazu                                 | Jesús Davoz                                         |
| 1959 | Roberto Morales                                     | Carmelo Morales                                     | Francisco Moreno                                    |
| 1960 | Carmelo Morales                                     | Felipe Alberdi                                      | Antonio Karmany                                     |
| 1961 | Julio San Emeterio                                  | Miguel Muruaga                                      | Roberto Morales                                     |
| 1962 | Francisco Gabica                                    | Eusebio Vélez                                       | Antón Barrutia                                      |
| 1963 | Eusebio Vélez                                       | José Antonio Momeñe                                 | Manuel Martín Piñera                                |
| 1964 | Eusebio Vélez                                       | Rafael Carrasco                                     | José Pérez Francés                                  |
| 1965 | José Pérez Francés                                  | Luis Otaño                                          | Ramón Saez                                          |
| 1966 | Antonio Gómez del Moral                             | José Antonio Momeñe                                 | José Pérez Francés                                  |
| 1967 | Antonio Gómez del Moral                             | José Manuel López                                   | Jorge Marine                                        |
| 1968 | Eusebio Vélez                                       | Domingo Perurena                                    | Salvador Canet                                      |
| 1969 | José Manuel Lasa                                    | Antonio Gómez del Moral                             | José Manuel López                                   |
| 1970 | Carlos Echeverría                                   | Joaquín Galera                                      | Jesús Aranzabal                                     |
| 1971 | Domingo Perurena                                    | José Manuel López                                   | Agustín Tamames                                     |
| 1972 | José Gómez Lucas                                    | José Luis Abilleira                                 | Agustín Tamames                                     |
| 1973 | Miguel María Lasa                                   | José Luis Abilleira                                 | Ventura Díaz                                        |
| 1974 | Andrés Oliva                                        | Domingo Perurena                                    | José Luis Abilleira                                 |
| 1975 | Antonio Martos                                      | José Martins                                        | José Antonio González                               |
| 1976 | Enrique Cima                                        | Javier Elorriaga                                    | Eulalio García                                      |
| 1977 | Vicente López Carril                                | Enrique Cima                                        | Klaus-Peter Thaler                                  |
| 1978 | Domingo Perurena                                    | Jesús Suárez                                        | Elualio García                                      |
| 1979 | Miguel María Lasa                                   | Dominique Sanders                                   | Jesús Suárez                                        |
| 1980 | Juan Fernández                                      | Miguel María Lasa                                   | Pedro Vilardebo                                     |
| 1981 | José Luis López                                     | Eulalio García                                      | Vicente Belda                                       |
| 1982 | Jesús Suárez                                        | Eulalio García                                      | Juan Fernández                                      |
| 1983 | Juan Fernández                                      | Juan Carlos Alonso                                  | Marino Lejarreta                                    |
| 1984 | José Luis Navarro                                   | Jesús Rodríguez Magro                               | Felipe Yáñez                                        |
| 1985 | Federico Echave                                     | José Recio                                          | Iñaki Gastón                                        |
| 1986 | Federico Echave                                     | Marino Lejarreta                                    | Peter Hilse                                         |
| 1987 | Julián Gorospe                                      | Federico Echave                                     | Marino Lejarreta                                    |
| 1988 | Jørgen Vagn Pedersen                                | Peter Hilse                                         | Vicente Ridaura                                     |
| 1989 | Marino Lejarreta                                    | Álvaro Pino                                         | Federico Echave                                     |
| 1990 | Iñaki Gastón                                        | Jesús Montoya                                       | Marino Lejarreta                                    |
| 1991 | Jesús Montoya                                       | Julián Gorospe                                      | Jon Unzaga                                          |
| 1992 | Federico Echave                                     | Mikel Zarrabeitia                                   | Iñaki Gastón                                        |
| 1993 | Jon Unzaga                                          | Pedro Delgado                                       | Fernando Escartín                                   |
| 1994 | Melchor Mauri                                       | Jesús Montoya                                       | Raúl Alcalá                                         |
| 1995 | Laurent Jalabert                                    | Mauro Gianetti                                      | Fernando Escartín                                   |
| 1996 | Mauro Gianetti                                      | Pascal Richard                                      | Pëtr Ugrumov                                        |
| 1997 | Mikel Zarrabeitia                                   | Laurent Jalabert                                    | Stéphane Heulot                                     |
| 1998 | Roberto Heras                                       | Udo Bölts                                           | Daniel Clavero                                      |
| 1999 | Roberto Heras                                       | Davide Rebellin                                     | David Etxebarria                                    |
| 2000 | Unai Etxebarria                                     | Udo Bölts                                           | Roberto Heras                                       |
| 2001 | Igor Astarloa                                       | Eddy Mazzoleni                                      | Gianni Faresin                                      |
| 2002 | Ángel Vicioso                                       | Unai Etxebarria                                     | David Etxebarria                                    |
| 2003 | Alejandro Valverde                                  | Samuel Sánchez                                      | Nicki Sørensen                                      |
| 2004 | Alejandro Valverde                                  | Eddy Mazzoleni                                      | Jens Voigt                                          |
| 2005 | David Etxebarria                                    | Damiano Cunego                                      | Aitor Osa                                           |
| 2006 | Carlos Sastre                                       | Damiano Cunego                                      | Joaquim Rodríguez                                   |
| 2007 | Joaquim Rodríguez                                   | Alejandro Valverde                                  | Matteo Bono                                         |
| 2008 | Damiano Cunego                                      | Alejandro Valverde                                  | Kjell Carlström                                     |
| 2009 | Alejandro Valverde                                  | Egoi Martínez                                       | José Herrada                                        |
| 2010 | Samuel Sánchez                                      | Igor Antón                                          | Fränk Schleck                                       |
| 2011 | Jonathan Hivert                                     | David López García                                  | Nick Nuyens                                         |
| 2012 | Giovanni Visconti                                   | Alejandro Valverde                                  | Igor Antón                                          |
| 2013 | Rui Costa                                           | Pablo Urtasun                                       | Alberto Contador                                    |
| 2014 | Pello Bilbao                                        | Gorka Izagirre                                      | David Belda                                         |
| 2015 | José Herrada                                        | Evgenij Šalunov                                     | Carlos Barbero                                      |
| 2016 | Giovanni Visconti                                   | Gorka Izagirre                                      | Sergio Pardilla                                     |
| 2017 | Gorka Izagirre                                      | Wilmar Paredes                                      | Rui Vinhas                                          |
| 2018 | Andrey Amador                                       | Alejandro Valverde                                  | Wilmar Paredes                                      |
| 2019 | Carlos Betancur                                     | Carlos Quintero                                     | Eduard Prades                                       |
| 2020 | non disputata                                       | non disputata                                       | non disputata                                       |
| 2021 | annullata per la Pandemia di COVID-19 del 2019-2021 | annullata per la Pandemia di COVID-19 del 2019-2021 | annullata per la Pandemia di COVID-19 del 2019-2021 |
| 2022 | annullata per la Pandemia di COVID-19 del 2019-2021 | annullata per la Pandemia di COVID-19 del 2019-2021 | annullata per la Pandemia di COVID-19 del 2019-2021 |